# Ilosaarirock

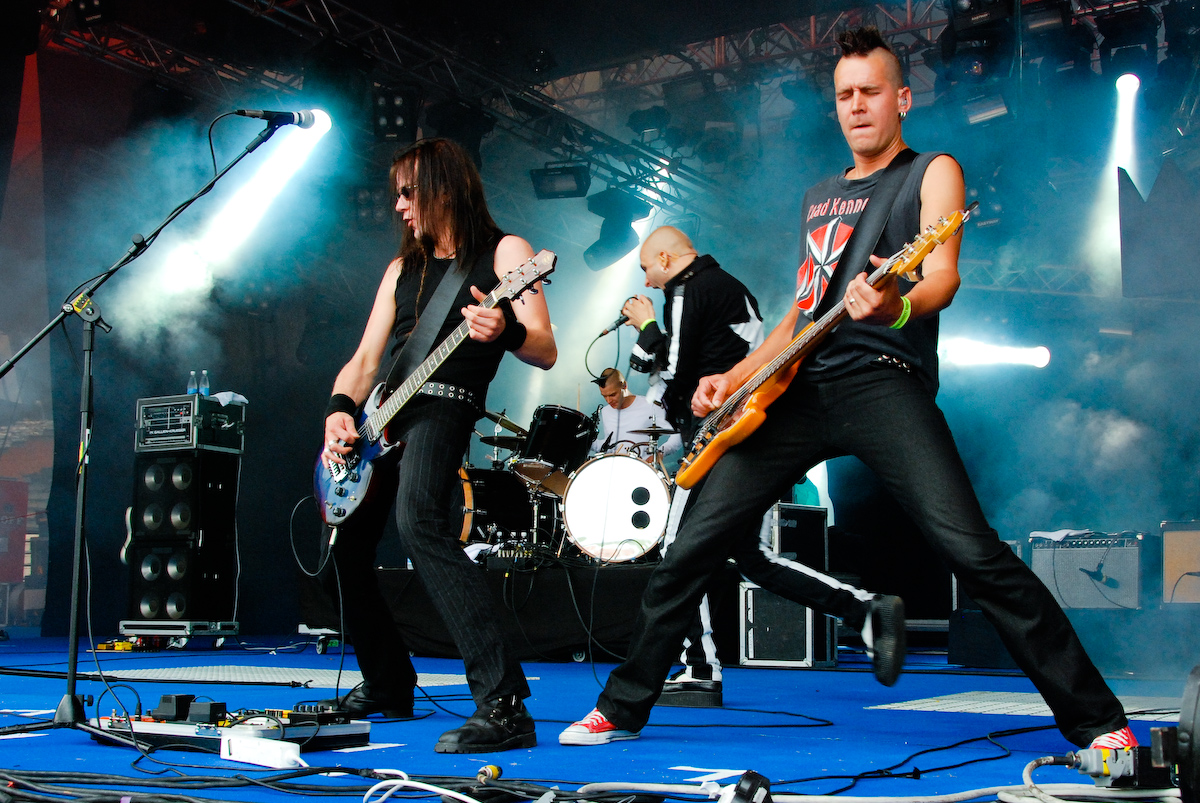
Die finnische Band Maj Karma im Jahr 2007 auf dem Ilosaarirock

Ilosaarirock ist ein Rock-Festival in Finnland auf der Insel Ilosaari in Joensuu. Das Festival findet seit 1971 jährlich im Juni oder Juli statt. Wie schon in den zehn Jahren zuvor, war das Ilosaarirock im Jahr 2007 mit 21.000 Besuchern bereits vor Beginn ausverkauft.

## Bands
Auf dem Festival traten in den letzten Jahren Metal- und Rockbands wie Nightwish, Comeback Kid, HIM, Opeth, Porcupine Tree, Soilwork, Hatebreed, Eläkeläiset, Children of Bodom und The Darkness auf.